# Toundra arctique haute du Groenland
Localisation
La toundra arctique haute du Kalaallit Nunaat est une écorégion terrestre nord-américaine du type toundra du World Wildlife Fund.

## Répartition
Cette écorégion comprend la partie nord du Groenland. Du côté ouest, elle s'étend du nord du 75e degré de latitude dans la baie de Melville, jusqu'à la côte est au nord du 70e degré de latitude à partir de Scoresby Sund.

## Climat
Les températures estivales dépassent rarement 5 °C. Dans la terre de Peary, les précipitations annuelles, qui tombent en neige, oscillent entre 25 mm et 200 mm. Cette écorégion est propice à l'effet de foehn et aux vents catabatiques.

## Géomorphologie
La toundra du Haut-Arctique du Kalaallit Nunaat est l'écorégion la plus nordique. Le glacier qui occupe le centre du Groenland rejoint la mer en plusieurs endroits, ce qui ne laisse aucun espace le long des côtes où la végétation peut s'établir. Cette écorégion est moins montagneuse que la toundra du Bas-Arctique du Kalaallit Nunaat. De nombreux fjords découpent les côtes.

## Caractéristiques biologiques

### Flore
Les conditions climatiques extrêmes de cette écorégion ne permettent la croissance que d'une végétation très éparse et de faible taille. Sur la terre de Peary, la végétation n'occupe pas plus de 5 % de la surface du sol. Certaines espèces, tels Alopecurus alpinus, Ranunculus sulphureus ou Lychnis Apetala, se sont si bien adaptées à ces conditions qu'elles sont rares ou absentes dans la toundra du Bas-Arctique.
Les communautés végétales les plus développées se trouvent sur la côte est. À part les mousses et les lichens, les espèces les plus fréquentes comprennent: Arctagrostis latifolia, Betula nana, Calamagrostis purpurascens, Carex bigelowii, Carex misandra, Carex nardina, Carex rupestris, Carex subspathacea, Carex stans, Carex supina, Cassiope tetragona, Dryas octopetala, Erigeron humilis, Eriophorum scheuchzeri, Eriophorum triste, Festuca hyperborea, Kobresia myosuroides, Koenigia islandica, Phippsia algida, Puccinellia phryganodes, Salix arctica, Salix herbacea, Trisetum spicatum et Vaccinium uliginosum. Les conditions favorables créées par la présence de sources chaudes favorisent aussi l'établissement d'Epilobium palustre et Platanthera hyperborea.

### Faune
Neuf espèces de mammifères sont natives de cette écorégion: le lièvre arctique, le renard polaire, le loup arctique, le caribou ou renne, l'ours blanc, le bœuf musqué, l'hermine, Dicrostonyx groenlandicus et le glouton.

## Conservation
Cette écorégion est essentiellement intacte. Elle est en partie protégée par le parc national le plus vaste du monde – le Parc national du Nord-Est du Groenland.

## Pour approfondir